# Oligonychus jiangxiensis
Oligonychus jiangxiensis är en spindeldjursart som beskrevs av Ma och Yuan 1980. Oligonychus jiangxiensis ingår i släktet Oligonychus och familjen Tetranychidae. Inga underarter finns listade i Catalogue of Life.